# Nicolas Petrimaux
Nicolas Petrimaux est un auteur de bande dessinée français né le 1er décembre 1982 à Évreux. Il se fait connaitre avec la série Il faut flinguer Ramirez, publiée à partir de 2018.

## Biographie

### Jeunesse et formation
Nicolas Petrimaux naît et grandit à Évreux jusqu'au baccalauréat, obtenu en juin 2000. Il se rend ensuite à Paris pour suivre des études en arts appliqués[Où ?], qu'il achève à l'été 2004. En parallèle, il présente des projets de bande dessinée à des maisons d'édition mais ils sont refusés.
En termes d'influences, Nicolas Petrimaux cite Dragon Ball Z.

### Carrière

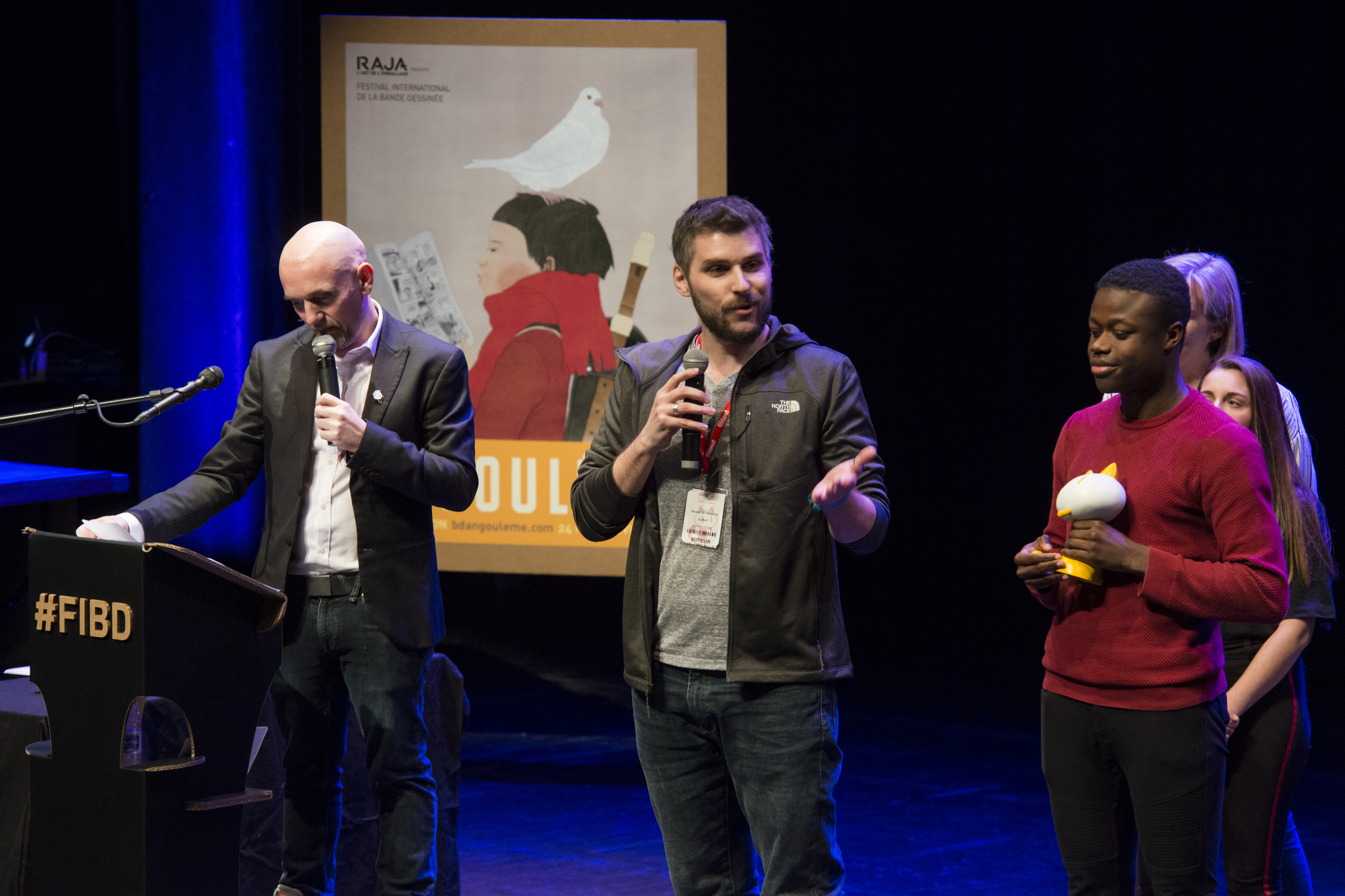
Nicolas Petrimaux au festival d'Angoulême 2019.

Son premier emploi a lieu dans un « studio de jeux vidéo pour mobile ». En 2006, il exerce la fonction de storyboarder chez une société d'effets spéciaux, Sparx FX. Il change d'emploi en 2008 et, en 2009, il travaille avec les éditions Café Salé. En 2011, il déménage à Lyon et l'année suivante, il participe au collectif Doggybag (Ankama). En avril 2013, il travaille sur des jeux vidéos pour Arkane studios et dessine le premier volume de Zombies Néchronologies, sur un scénario d'Olivier Peru, paru en 2014 chez Soleil Productions. L'album met en scène François Hollande face à l'invasion de Paris par des zombies.
Il réalise ensuite Il faut flinguer Ramirez, série prévue en trois tomes dont le premier paraît chez Glénat en 2018. L'album met en scène Jacques Ramirez, employé modèle dans une société d'électroménager en Arizona et qui est soupçonné d'assassinats. Ramirez est « pris en chasse par une panoplie de tueurs à gages » dans ce « thriller au second degré ». Le récit reflète les influences de Quentin Tarantino, Edgar Wright, Le Grand Blond avec une chaussure noire et Grand Theft Auto. Le premier tome fait partie des 20 albums de l'été 2018 proposés par l'ACBD ; il figure dans la sélection au prix Ouest-France-Quai des Bulles et pour celle du Festival d'Angoulême 2019. Il obtient en 2019 le prix des lycées (prix découvertes) au festival d'Angoulême et le prix des libraires de bande dessinée. Les ventes du premier tome s'élèvent à 100 000 exemplaires fin 2020, au moment où paraît le deuxième volume de la série.
En avril 2025, Nicolas Petrimaux a publié une mise à jour concernant le développement du tome 3. Initialement prévue comme une trilogie, la série s'étendra finalement à cinq ou six tomes, l'auteur ayant décidé de retravailler l'histoire pour mieux développer les relations entre les personnages et approfondir les thématiques abordées. Bien qu'aucune date de sortie ne soit annoncée pour le tome 3, l'auteur assure que la série est en cours de développement actif et que les publications futures devraient suivre un rythme plus soutenu.

## Œuvres
- Zombies néchronologies, t. 1 : Les misérables, scénario d'Olivier Peru, Soleil Productions, 2014  (ISBN 9782302038448)
- Il faut flinguer Ramirez (scénario, dessin et couleurs), Glénat

1. Acte 1, 2018  (ISBN 9782344011881)
2. Acte 2, 2020  (ISBN 9782344018743)

## Prix et distinctions
- 2019 : prix des libraires de bande dessinée pour Il faut flinguer Ramirez : Acte 1[10].